# Prokhod
Le Prokhod est un char de déminage et d'évacuation sanitaire télécommandé russe conçu à partir du châssis du T-90.

## Description
Il s'agit d'un drone terrestre avec véhicule poste de commandement KamAZ-6350.
Il complète ou remplace le BMR-3, sur châssis du T-72 qui est un char de déminage classique avec un équipage.
Il est également capable d'assurer des missions d'évacuation sanitaire et d'aller chercher et accueillir des soldats blessés sur le champ de bataille. Il est équipé d'un chalut pour les mines de contact, de cutters pour les fils des mines télécommandés et d'un brouilleur pour les mines radiocommandées. 

## Opérateur
- Russie : Une vidéo est publiée le 18 juillet 2022 montrant son emploi lors de l'invasion de l'Ukraine par la Russie[2].

## Galerie

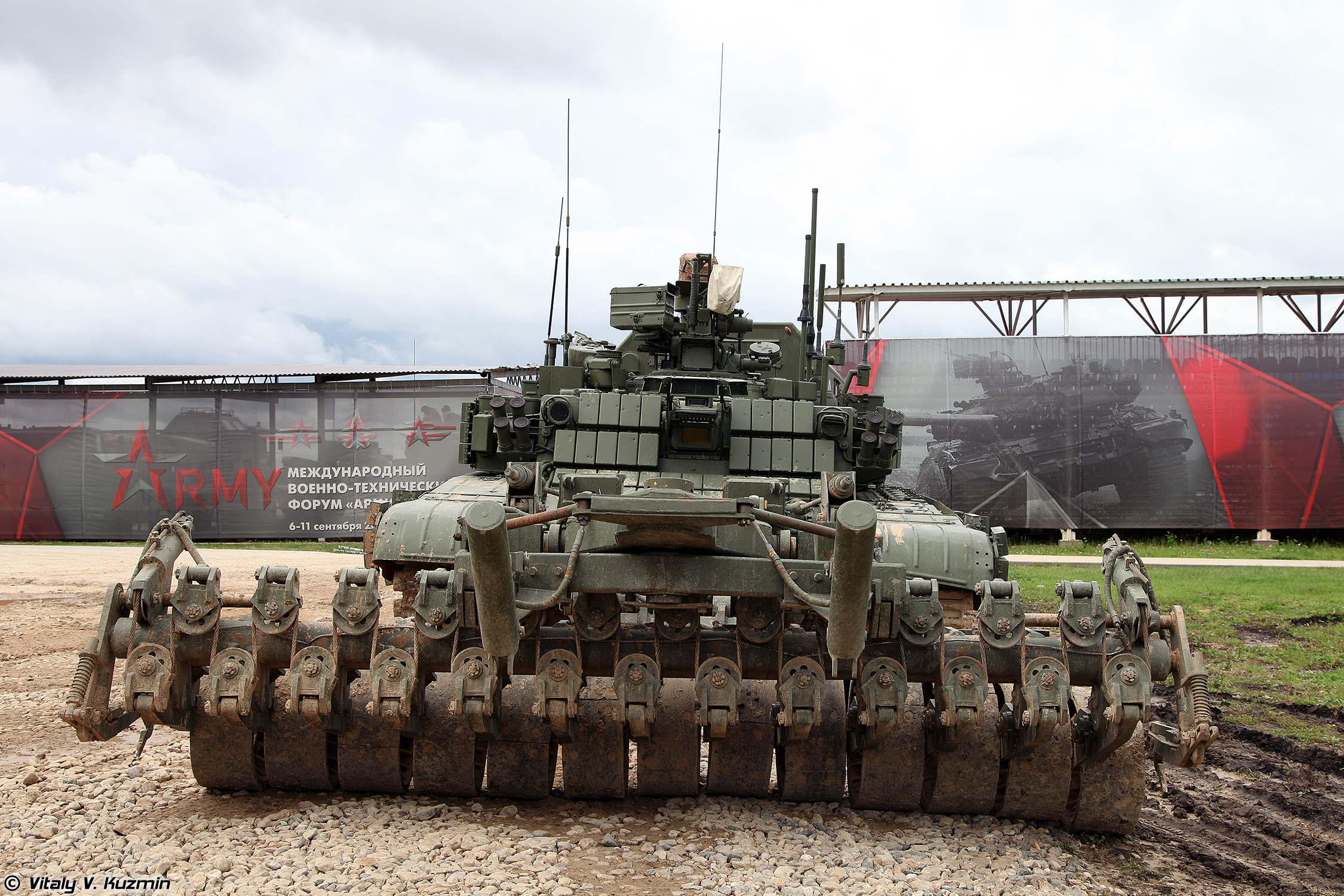
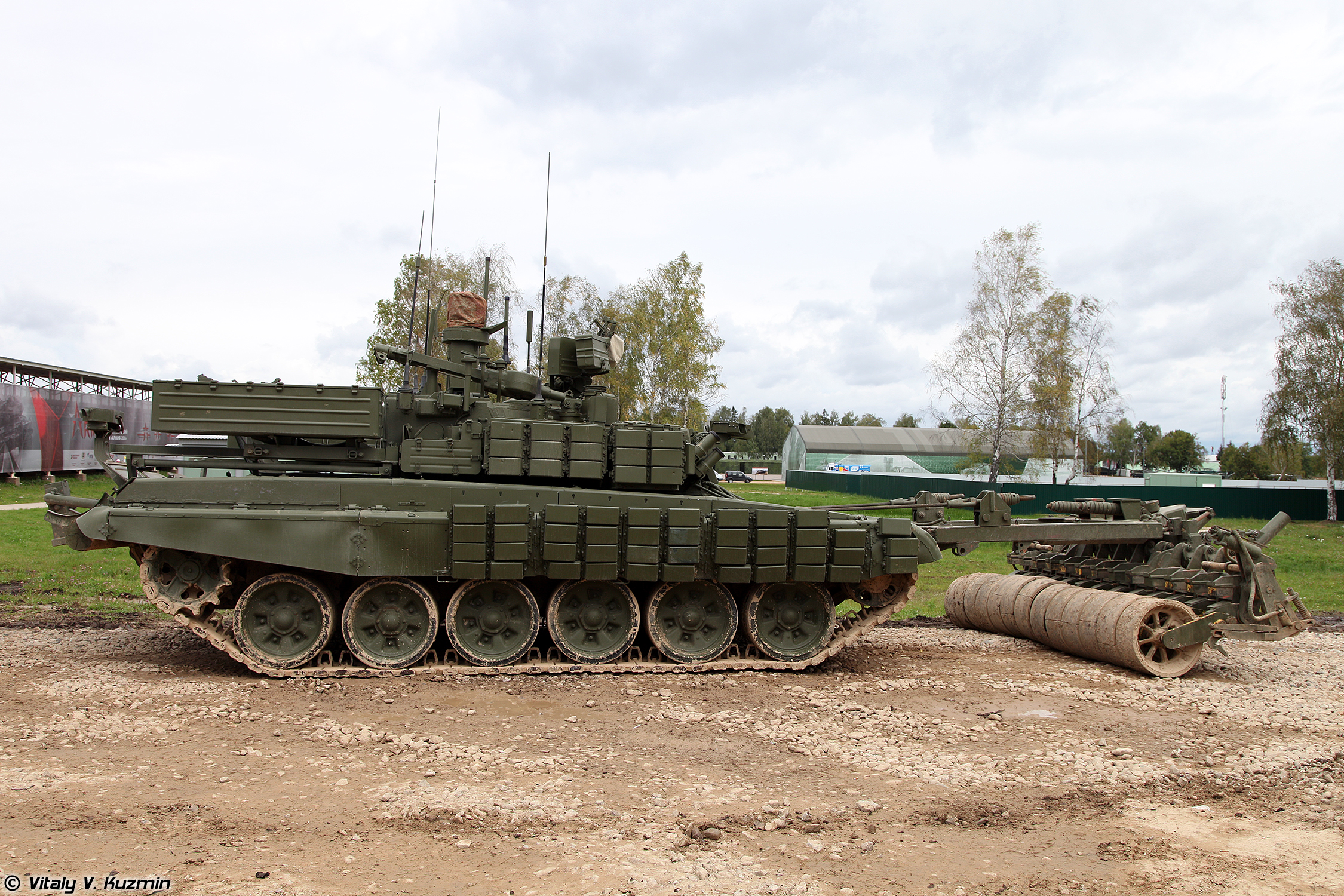
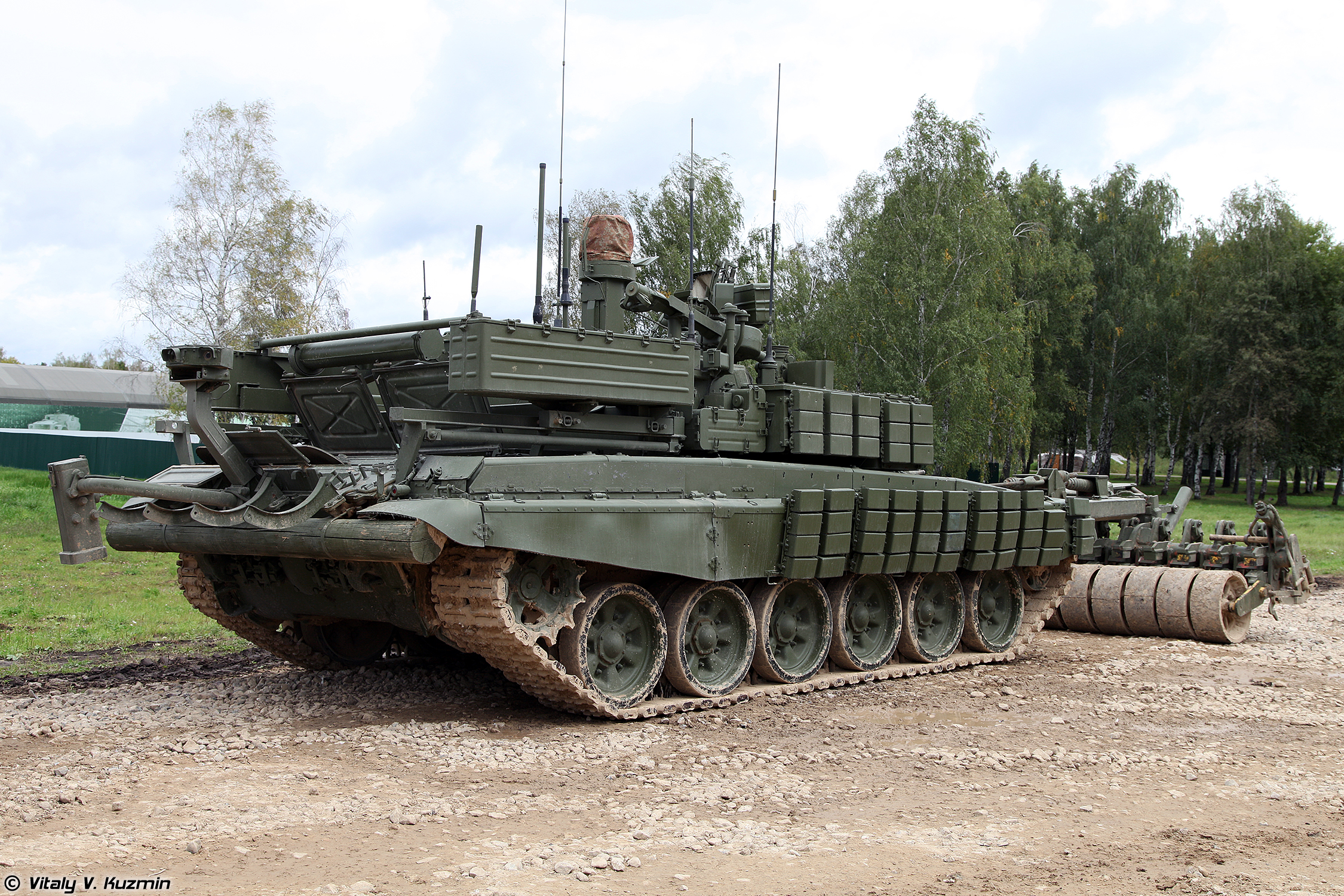